# Stagnant Project
Stagnant Project — латвийская индастриал/грув-метал группа из Риги, сформированная в 2010 году.
Название иронически олицетворяет текущую ситуацию на метал-сцене, каковой её видят участники группы. Команда прошла через многочисленные изменения как в составе, так и звучании, тем не менее, фронтмен и сатирические выступления остались их базисом.
Невзирая на то, что группа характеризует свой музыкальный стиль как экстремальный метал, в первых их записях присутствовал типичный грув-метал мотив, (EP) Audiøpizduly же имел более индустриальный окрас. В дебютном LP-альбоме The Age of Giant Monsters группа продолжила смешивать грув и индастриал.

## История
Команда записала свой первый демо-альбом Rorschach Test в январе 2012 года. Несколькими месяцами ранее, ещё в 2011 году, они победили в крупном локальном мероприятии Fresh Blood ’11 для молодых групп. Также группа была номинирована на премию «Latvijas Metālmūzikas gada balva» как Лучшая молодая метал-группа в Латвии '2011, но заняла второе место.
Первое значимое изменение в коллективе произошло двумя годами позже, в 2014, во время завершения первого EP Zombie Show. Данный альбом был значимым для группы, поскольку стал первым концептуальным альбомом и основоположником текущего стиля команды. Позже, в том же 2014 году, уже в обновлённом составе, группа выпустила первый сингл Satanican Dream.
Имея своеобразный тренд выпускать альбом каждые два года — следующий EP AudiØpizduly был выпущен в 2016 году. Данный мини-альбом значительно укрепил концепцию нерд/комичной тематики. Данное событие группа подкрепила выпуском первого официального видеоролика на песню Man of a Broth (рус. Человек из навара). Дополнить коллекцию в том же 2016 году было суждено второму синглу группы Nagibathor. Впоследствии фронтмен получил статус эндорсера в российской компании AMT Electronics, используя их фирменный предусилитель.
В 2018 году вышел дебютный LP альбом The Age of Giant Monsters. На данный момент он является первым концептуальным альбомом в Латвии, использующим нарратора.
В сентябре 2019 года после еще одной реорганизации в коллективе выходит новый сингл - Vantablack.

## Критика
Группа часто является объектом критики за свои, зачастую абсурдные, представления и провокационные кампании в социальных сетях. Невзирая на это, последний альбом The Age of Giant Monsters получил позитивные отзывы от блогеров и прессы, указывая на то, что это первый концептуальный альбом, использующий нарратора в Латвии.

## Состав
В настоящее время группа представляет собой объединение оригинального состава в лице вокалиста-гитариста и барабанщика, гитариста и бас-гитариста

### Текущий состав
- Павел Рутковский — вокал, гитара, клавиши
- Дмитрий Задонский — бас-гитара, клавиши, бэк-вокал
- Эд Ондрукс — ударные
- Александр Александров — гитара

### Предыдущие участники
- Владимир Воеводин — ударные
- Андрей Винаков — бас-гитара
- Роман Лямцев — гитара
- Павел Яровиков — гитара
- Виталий Маринченко — клавиши
- Артём Ильин — бас-гитара
- Герман Чиркста — гитара
- Михаил Левяков — бас-гитара
- Янис Бролишс — гитара
- Виталий Ганя - бас-гитара

## Дискография
- The Rorschach Test (Демо-Альбом) (2012) (Remastered 2024)
- Zombie Show (ЕР) (2014)
- Satanican Dream (Single) (2014)
- Audiøpizduly (EP) (2016)
- Nagibathor (Single) (2016)
- The Age of Giant Monsters (2018)
- Vantablack (Single) (2019)
- Хуемразь (Single) (2020)
- Бес (Single) (2021)
- Man of a Broth (Single) (2021)
- В Этих Глазах (Single) (2022)
- Оставь Свой След (Single) (2022)